# 2-я бригада Армии Людовой «Рассвет»
2-я бригада Армии Людовой «Рассвет» (пол. 2. Brygada AL «Świt») — это польское партизанское соединение Армии Людовой, которое действовало в 1944 году на оккупированной нацистской Германией территории Польши.

## История
Формирование партизанской бригады началось в июле 1944 года
Основой для создания бригады стал батальон им. Холода 1-й бригады Армии Людовой имени Земли Келецкой, которым командовал капитан Тадеуш Май («Локет»). В дальнейшем, ряды бригады пополнились за счёт жителей окрестностей городов Илжа и Стараховице, а также перешедших в состав AL отрядов Армии крайовой, которыми командовали Ю. Юшкевич («Fin») и «Orzeł».
Партизанская бригада была создана в Люблинском воеводстве в соответствии с приказом Мечислава Мочара от 6 августа 1944 года и подчинялась командованию III округа AL.
Формирование бригады было завершено в августе 1944 года. Бригада состояла из штаба и двух батальонов, общая численность личного состава составляла около 300 человек.
Командиром бригады с августа по октябрь 1944 года являлся капитан Тадеуш Май («Локет»); начальником штаба - поручик Тадеуш Ленцкий («Orkan»).
В соответствии с приказом командующего III округом Армии Людовой, бригада действовала в районе Кельце — Влощова — Енджеюв, имея целью вывести из строя немецкие коммуникации (включая проходившие здесь железные дороги Кельце - Влощова, Кельце - Ченстохова и Кельце - Енджеюв).
Партизанская бригада занималась диверсиями на коммуникациях немецких войск, вела боевые действия: так, 11 августа 1944 был взорван эшелон с боеприпасами; 15 августа 1944 в местечке Скоркув было атаковано и разгромлено немецкое подразделение, строившее полевые укрепления...
До 23 августа 1944 года 2-я бригада AL "Рассвет" пустила под откос шесть железнодорожных эшелонов и разрушила один мост, 24 августа 1944 года на перегоне Ченстохов — Кельце был подорван ещё один поезд. В результате действий бригады на железнодорожных коммуникациях в тылах немецкой 4-й танковой армии, было осложнено снабжение 4-й танковой армии в то время, когда она готовилась к обороне на Висле и вела бои за Магнушевский плацдарм.
28 августа 1944 года бригада вела бой с подразделением немецкой железнодорожной охраны в Пешокове.
29 сентября 1944 года соединение из 1500 партизан Армии Людовой, которым командовал Г. Половняк (1-я бригада AL Келецкого воеводства, 2-я бригада AL, 11-я бригада AL, часть 10-й бригады AL, а также отряд AL имени Бартоша Гловацкого) вело бой с немецкими войсками у деревни Грушка Конецкого повята Келецкого воеводства, после чего прорвалось из окружения. 2-я бригада ушла в лесной массив Секерно-Ратайе.
6 октября 1944 года в лесах Секерно-Ратайе партизанское соединение Армии Людовой (2-я бригада AL, 11-я бригада AL, часть 1-й бригады AL и отряд AL имени Бартоша Гловацкого) под командованием полковника Мечислава Мочара было атаковано немцами, но сумело отбить нападение и контратаковать.
17 октября 1944 года командир бригады Тадеуш Май был назначен заместителем командующего III округа Армии Людовой, в этот же день должность командира бригады занял Тадеуш Ленцкий.
В ночь на 27 октября 1944 года в районе селения Хотча 765 партизан (2-я бригада AL, 10-я бригада AL, 2-й батальон 1-й бригады AL Келецкого воеводства, группа деконспирированного актива ППР из окрестностей Хотчи и группа партизан "Батальонов хлопских") с боем начали прорыв через линию фронта и 28 октября 1944 года вышли в расположение советских войск.

## Награды
- За успехи в боях против немцев бригада была награждена орденом «Крест Грюнвальда» III класса.

## Память
- именем бригады названа сельская школа в Радомском повяте Мазовецкого воеводства Польши (Publiczna Szkoła Podstawowa im. II Brygady AL "Świt" w Jasieńcu Iłżeckim), которая существует до настоящего времени[9]
- в 1967 году в Хотче на месте прорыва бригады через фронт была установлена памятная доска[10]